# Espacios Placeres Arte (revista)

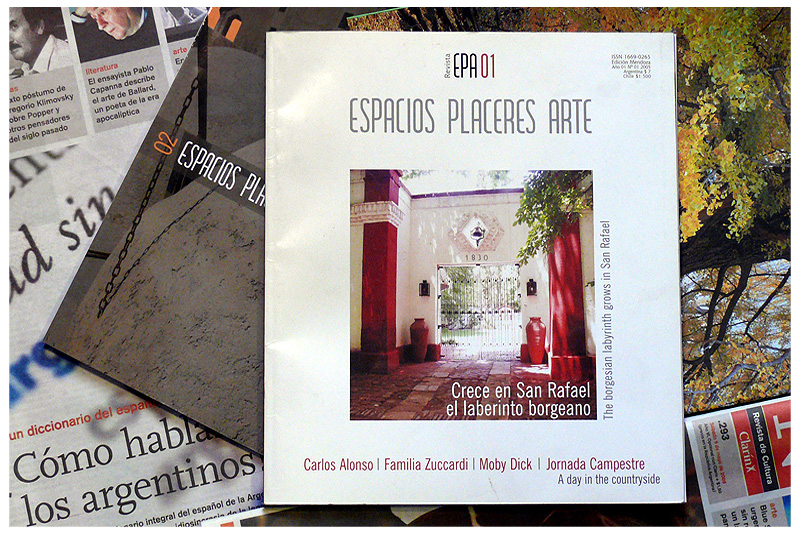
Revista EPA.

Espacios Placeres Arte, conocida también como "Revista EPA", fue una publicación independiente de divulgación artística cultural surgida en la provincia de Mendoza (Argentina) de alcance Nacional.
El objetivo de la publicación que llevó el ISSN 1669-0265 fue acercar la producción cultural de la región al ámbito nacional, por lo que en sus primeros números lleva a tapa temas netamente mendocinos pero que lograron trascender lo regional e incluso lo nacional, así es como en su primer número recibe colaboraciones de figuras como María Kodama para el dossier dedicado a la creación del Laberinto en homenaje a Jorge Luis Borges, que se construyó a un lado de la Estancia Los Álamos, en San Rafael.
Los hornos de barro fue el tema elegido para su segundo número que contó con la colaboración del prestigioso chef argentino Francis Mallmann.
El primer número de la revista salió en el mes de abril de 2005 y no pudo superar su tercera edición debido a inconvenientes financieros, sin embargo a tener una excelente acogida y crítica.
La dirección editorial estuvo a cargo de Roman Milia y la producción de Fabiana Mendoza.